# Nagybajcs
Nagybajcs é um município da Hungria, situado no condado de Győr-Moson-Sopron. Tem 7,65 km² de área e sua população em 2015 foi estimada em 977 habitantes.